# ویلیام واتسون (دانشمند)
ویلیام واتسون (انگلیسی: William Watson؛ زاده ۳ آوریل ۱۷۱۵ درگذشته ۱۰ مهٔ ۱۷۸۷) پزشک و فیزیک‌دان, گیاه‌شناس اهل انگلستان بود که در لندن زاده شده و درگذشت. کار اولیه اولیه‌اش در رشتهٔ گیاه‌شناسی بود، و به معرفی کارلوس لینه به انگلستان کمک کرد. در سال ۱۷۴۱ عضو انجمن سلطنتی و در ۱۷۷۲
نایب رئیس آن شد.